# Ian Lawrence
Ian Elijah Lawrence Escoe (ur. 28 maja 2002 w San José) – kostarykański piłkarz występujący na pozycji lewego obrońcy, reprezentant Kostaryki, od 2021 roku zawodnik Alajuelense.